# December 2013
| December 2013 |
| Månader under 2013: Januari · Februari · Mars · April · Maj · Juni · Juli · Augusti · September · Oktober · November · December ← December 2012 · Januari 2014 → |

## Händelser

### 2 december
- De åländska partierna Parlamentsgruppen och Moderaterna Åland går samman och Henrietta Hellström från Eckerö blir partiledare för det nya partiet.

### 5 december
- Stormen Sven drar in över Nederländerna, Tyskland, Polen, Storbritannien, Danmark, Baltikum och Sverige. 9 personer dör i stormen som varar i flera dagar och i Sverige drabbas de södra och mellersta delarna.
- 11 personer dödas och 70 skadas under ett blodigt gisslandrama i staden Kirkuk i norra Irak.

### 7 december
- På Bali sluter världshandelsorganisationen WTO sin första världsomspännande handelsuppgörelse efter nästan 20 års förhandlingar.[1]

### 10 december
- Nelson Mandela begravs i Soweto där 95 000 människor och politiker från hela världen samlas. Även Fredrik Reinfeldt hedrar honom på platsen.

### 12 december
- Regionala partier i den spanska provinsen Katalonien kommer överens om att ha en omröstning om Kataloniens självständighet under året därpå.

### 16 december
- I en flygattack i syriska staden Aleppo dödas 125 människor och runt 100 skadas då bomberna träffar en marknad.
- Gregoire Ndahimana döms till 25 års fängelse för att varit delaktig i planerna på folkmordet i Rwanda 1994.

### 13 december
- En skolskjutning inträffar i Colorado, nästan ett år efter Sandy Hook-massakern som tog 25 personers liv. Två elever skadas, varav en senare avlider på sjukhus, och gärningsmannen begår självmord.

### 20 december
- Gurbanguly Berdimuhamedow och hans parti DP vinner valet i Turkmenistan.

### 22 december
- En antirasistisk manifestation samlar tusentals människor i Stockholmsförorten Kärrtorp, där samtliga riksdagspartier förutom Sverigedemokraterna är representerade. Man har försökt genomföra manifestationen redan veckan innan, men den har då blivit attackerad av nazister från bland annat Nordiska motståndsrörelsen.

### 28 december
- I Sverige uppmäts julen vara den varmaste på 50 år.

### 30 december
- 14 människor dödas och flera skadas när en man spränger sig själv på en buss i den ryska staden Volgograd.